# Réserve héréditaire en France
Pour les articles homonymes, voir Réserve.
 (février 2024).
En droit des successions français, la réserve héréditaire est une portion de la succession qui est réservée par la loi à certains héritiers protégés, les héritiers réservataires. La liberté d'organiser la transmission de son patrimoine est plus ou moins large selon la composition de sa famille. Les héritiers très proches, dits « réservataires », c’est-à-dire les enfants, ou, s’il n’y a pas d’enfant, le conjoint survivant, ne pouvant pas être totalement évincés de la succession.
Lorsque la réserve a été atteinte par le défunt, via des testaments ou donations, les héritiers réservataires peuvent faire valoir la protection de leur réserve et ainsi demander la « réduction » de ces libéralités.

## Historique
Á la Révolution, la loi du 17 nivôse an II met fin à la primogéniture et porte la réserve aux 9/10 de la succession en présence de descendants ; aux 4/10 en présence de collatéraux.
En 1804, le Code civil instaure une réserve pour les descendants et ascendants.
La loi du 3 janvier 1972 sur la filiation a adapté la réserve héréditaire au principe de l’égalité entre les filiations légitime et naturelle. La loi du 3 décembre 2001 fait disparaitre les discriminations au détriment des seuls enfants adultérins et attribue, pour la première fois, la qualité d’héritier réservataire au conjoint survivant en l’absence d’autre réservataire, c’est-à-dire à l’époque en l’absence de descendant et d’ascendant, sa réserve étant fixée à une quotité d’un quart de la succession en pleine propriété,,.
La loi du 23 juin 2006 supprime la réserve pour les ascendants,.
En 2021, la loi confortant le respect des principes de la République prévoit le cas de décès dans un pays n’ayant pas de mécanisme réservataire protecteur des enfants,.

## Description
« La réserve héréditaire est la part des biens et droits successoraux dont la loi assure la dévolution libre de charges à certains héritiers dits réservataires, s’ils sont appelés à la succession et s’ils l’acceptent.

La quotité disponible est la part des biens et droits successoraux qui n’est pas réservée par la loi et dont le défunt a pu disposer librement par des  libéralités. »
— Article 912 du code civil
Il s'agit avant tout d'un but de protection de ces ayants droit particuliers. Une personne peut tout à fait de son vivant consentir des libéralités à des tiers ou à ses futurs héritiers, savoir des donations (disposition entre vifs) ou des testaments (dispositions à cause de mort). Ces libéralités peuvent avoir pour effet de vider le patrimoine successoral de cette personne ne laissant aucun bien aux héritiers.
Le législateur a ainsi défini des portions (correspondant à la réserve héréditaire et corrélativement, à la quotité disponible), selon un taux applicable à une masse de calcul faite au décès, comprenant les biens existants (à l'exclusion des dettes), ainsi que toutes les libéralités qui y sont réunies fictivement.

## Héritiers réservataires
Une personne ne peut pas déshériter totalement :
- ses enfants (ou, à défaut, ses autres descendants) ;
- son conjoint survivant (en l'absence de descendants et ascendants).

Remarques
- Les petits-enfants sont réservataires uniquement si leur père ou mère est prédécédé, renonçant ou indigne.
- Par ailleurs, l'enfant ayant fait l'objet d'une adoption simple ne bénéficie pas, dans sa famille adoptive, de la qualité d'héritier réservataire, à l'égard des père et mère (ou autres ascendants) de l'adoptant.

Dans le cas où les conjoints ont des enfants issus de différentes unions (famille recomposée), si le conjoint n'est pas survivant, ses beaux-enfants ne sont pas protégés (enfants dont le défunt n'est pas le parent), sauf si le décès est simultané (accident aérien) car le conjoint hérite et ses enfants héritent dans la foulée. Dans les autres cas de décès concomitant (accident de la route), les certificats de décès déterminent quel conjoint fut survivant, ne serait-ce que d'une minute, ce qui détermine à quels enfants ira le patrimoine. Les uns auront la part réservée de leur parent et rien de son conjoint, les autres auront tout le reste (du fait que leur parent hérite et ils héritent dans la foulée).
Les autres héritiers « ordinaires » peuvent être privés de tout ou partie de la succession par des donations ou legs, ou en les excluant formellement de la succession par testament (« exhérédation »).

## Montant de la réserve
Le montant de la réserve est fixé par la loi, en calculant la masse de tous les biens existant au décès, et en y ajoutant les biens dont il a été disposé par donation entre vifs.  Les sommes payables de l’assurance-vie n’entrent pas dans ce calcul, sauf si les primes versées par l’assuré « n’aient été manifestement exagérées eu égard à ses facultés. »,
Après ce calcul, un taux est appliqué selon le tableau suivant.
| Le défunt laisse…                                          | La quotité disponible ordinaire est égale à… | La réserve héréditaire est égale à…              |
| ---------------------------------------------------------- | -------------------------------------------- | ------------------------------------------------ |
| 1 enfant                                                   | 1/2 de la succession                         | 1/2 de la succession                             |
| 2 enfants                                                  | 1/3 de la succession                         | 2/3 de la succession soit 1/3 pour chaque enfant |
| 3 enfants ou plus                                          | 1/4 de la succession                         | 3/4 de la succession                             |
| à défaut de descendant, un conjoint survivant, non divorcé | 3/4 de la succession                         | 1/4 de la succession                             |

## Réduction des libéralités excessives et possibilité d'y renoncer de manière anticipée
« La réduction des dispositions entre vifs ne pourra être demandée que par ceux au profit desquels la loi fait la réserve, par leurs héritiers ou ayants cause : les donataires, les légataires, ni les créanciers du défunt ne pourront demander cette réduction, ni en profiter.

Le délai de prescription de l’action en réduction est fixé à cinq ans à compter de l’ouverture de la succession, ou à deux ans à compter du jour où les héritiers ont eu connaissance de l’atteinte portée à leur réserve, sans jamais pouvoir excéder dix ans à compter du décès.

Lorsque le notaire constate, lors du règlement de la succession, que les droits réservataires d’un héritier sont susceptibles d’être atteints par les libéralités effectuées par le défunt, il informe chaque héritier concerné et connu, individuellement et, le cas échéant, avant tout partage, de son droit de demander la réduction des libéralités qui excèdent la quotité disponible. »
— Article 921 du code civil
« Tout héritier réservataire présomptif peut renoncer à exercer une action en réduction dans une succession non ouverte. Cette renonciation doit être faite au profit d’une ou de plusieurs personnes déterminées. La renonciation n’engage le renonçant que du jour où elle a été acceptée par celui dont il a vocation à hériter.

La renonciation peut viser une atteinte portant sur la totalité de la réserve ou sur une fraction seulement. Elle peut également ne viser que la réduction d’une libéralité portant sur un bien déterminé.

L’acte de renonciation ne peut créer d’obligations à la charge de celui dont on a vocation à hériter ou être conditionné à un acte émanant de ce dernier. »
— Article 929 du code civil
En pratique, le recours à cette renonciation est exceptionnel.

## Débats et propositions d'évolutions
La réserve héréditaire peut être vue comme un frein à la philanthropie. Ainsi un rapport de 2020 préconise de limiter la réserve aux 2/3 et d’augmenter la quotité disponible pour les successions supérieures à un million d’euros. Un autre rapport de 2019, même s’il propose aussi de limiter la réserve aux 2/3, considère que la population dans son ensemble est attachée à la réserve et qu’une réforme au profit des libéralités philanthropiques n’est pas nécessaire.
En ce qui concerne les familles recomposées, le rapport de 2019 propose de ne pas étendre la réserve aux enfants du conjoint mais plutôt de mettre en place un régime fiscal adapté, le bel-enfant étant traité comme un étranger.

## Comparaisons internationales
La réserve héréditaire n’est pas une singularité française, elle est au contraire très répandue dans le monde puisqu’elle existe dans la quasi-totalité des droits de tradition civiliste.

## Liens web
- « Peut-on déshériter ses enfants ? », sur Service-public.fr, 3 octobre 2023
- « Peut-on renoncer par avance à une partie de son héritage ? », sur Service-public.fr, 4 août 2023